# Volby do Zastupitelstva Kraje Vysočina 2024
Volby do Zastupitelstva Kraje Vysočina v roce 2024 se konaly v pátek 20. září a v sobotu 21. září 2024 jako součást celostátních krajských voleb v roce 2024.

## Pozadí
Ve volbách v roce 2020 zvítězilo hnutí ANO 2011 s 18,48 % hlasů. Do zastupitelstva se dostalo dalších šest subjektů. V říjnu 2020 podepsali koaliční smlouvu zástupci Pirátů, koalice ODS a STO, KDU-ČSL, ČSSD a koalice „Starostové pro Vysočinu“ (tj. hnutí STAN a SNK ED). Hejtmanem Kraje Vysočina se stal lídr kandidátky koalice ODS a STO Vítězslav Schrek z ODS.
|              |         |          |         |
| Subjekt      | Subjekt | % (2020) | Mandáty |
| Koalice (32) |         |          |         |
|              | Piráti  | 13,20    | 7/45    |
|              | ODS     | 13,19    | 5/45    |
|              | STO     | 13,19    | 2/45    |
|              | KDU-ČSL | 11,96    | 6/45    |
|              | SOCDEM  | 11,86    | 6/45    |
|              | STAN    | 10,87    | 4/45    |
|              | SNK ED  | 10,87    | 2/45    |
| Opozice (13) |         |          |         |
|              | ANO     | 18,48    | 10/45   |
|              | KSČM    | 5,26     | 3/45    |

## Kandidující subjekty
| Číslo | Subjekt | Subjekt                         | Typ              | Fotografie | Lídr                     | Poznámky |
| ----- | ------- | ------------------------------- | ---------------- | ---------- | ------------------------ | --- |
| 3     |         | Společně se Starosty pro občany | koalice          |            | Vítězslav Schrek         | hejtman Kraje Vysočina |
| 7     |         | SPD, Trikolora a PRO            | koalice          |            | Radek Koten              | poslanec, zastupitel městyse Vojnův Městec                                                                                |
| 15    |         | DSZ – ZA PRÁVA ZVÍŘAT           | politická strana |            | Danuše Herpe Jungmannová | umělkyně v důchodu, předsedkyně spolku SOS for pets                                                                       |
| 16    |         | PŘÍSAHA občanské hnutí          | politické hnutí  |            | Karolína Kubisková       | místopředsedkyně hnutí PŘÍSAHA, zastupitelka města Kamenice nad Lipou a podnikatelka v oblasti motorismu a pohonných hmot |
| 19    |         | Nezávislá kandidátka            | politické hnutí  |            | Ivana Horká              | rozhlasová moderátorka, vydavatelka                                                                                       |
| 21    |         | Česká pirátská strana           | politická strana |            | Hana Hajnová             | náměstkyně hejtmana Kraje Vysočina, projektová manažerka                                                                  |
| 33    |         | LEPŠÍ ŽIVOT PRO LIDI a ND       | politická strana |            | Josef Pelikán            | stavební inženýr |
| 35    |         | KDU-ČSL                         | politická strana |            | Pavel Janoušek           | starosta obce Oslavice |
| 39    |         | ANO 2011                        | politické hnutí  |            | Martin Kukla             | poslanec, včelař |
| 47    |         | MÁ VLAST ČECHY MORAVA SLEZSKO   | politické hnutí  |            | Luděk Růžička            | advokát, soukromý zemědělec                                                                                               |
| 48    |         | STAČILO!                        | koalice          |            | Miloslav Vrzal           | vedoucí lékárny |
| 65    |         | STAROSTOVÉ PRO VYSOČINU         | koalice          |            | Adam Joura               | jednatel rodinné stavební firmy, zastupitel města Třebíč, voják v aktivní záloze                                          |
| 70    |         | Sociální demokracie             | politická strana |            | Jiří Běhounek            | lékař, krajský zastupitel                                                                                                 |

## Výsledky
|                        |                                 |                                             |                                   |         |       |        |         |         |
| Strana                 | Strana                          | Strana                                      | Strana                            | Hlasy   | Hlasy | Hlasy  | Mandáty | Mandáty |
| Strana                 | Strana                          | Strana                                      | Strana                            | Abs.    | %     | ±      | Abs.    | ±       |
|                        | ANO 2011                        | ANO 2011                                    | ANO 2011                          | 49 907  | 34,77 | +16,29 | 18      | +8      |
|                        | Společně se Starosty pro občany |                                             | Občanská demokratická strana      | 31 144  | 21,70 |        | 6       | +1      |
|                        | Společně se Starosty pro občany | Starostové pro občany                       | 3                                 | 31 144  | 21,70 | +1     |         |         |
|                        | Společně se Starosty pro občany | TOP 09                                      | 2                                 | 31 144  | 21,70 | +2     |         |         |
| Celkem                 | Celkem                          | 11                                          | +4                                | 31 144  | 21,70 |        |         |         |
|                        | KDU-ČSL                         | KDU-ČSL                                     | KDU-ČSL                           | 12 538  | 8,73  | –3,23  | 4       | –2      |
|                        | STAROSTOVÉ PRO VYSOČINU         |                                             | STAROSTOVÉ A NEZÁVISLÍ            | 12 529  | 8,73  | –2,14  | 4       | ±0      |
|                        | STAROSTOVÉ PRO VYSOČINU         | SNK Evropští demokraté                      | 0                                 | 12 529  | 8,73  | –2,14  | –2      |         |
| Celkem                 | Celkem                          | 4                                           | –2                                | 12 529  | 8,73  | –2,14  |         |         |
|                        | Stačilo!                        |                                             | Komunistická strana Čech a Moravy | 8 616   | 6,00  | +0,74  | 3       | ±0      |
|                        | Stačilo!                        | ČSSD – Česká suverenita sociální demokracie | 0                                 | 8 616   | 6,00  | +0,74  |         |         |
|                        | Stačilo!                        | Česká strana národně sociální               | 0                                 | 8 616   | 6,00  | +0,74  |         |         |
| Celkem                 | Celkem                          | 3                                           | ±0                                | 8 616   | 6,00  | +0,74  |         |         |
|                        | Sociální demokracie             | Sociální demokracie                         | Sociální demokracie               | 8 112   | 5,65  | –6,21  | 3       | –3      |
|                        | SPD, Trikolora a PRO            |                                             | Svoboda a přímá demokracie        | 7 896   | 5,50  |        | 1       | +1      |
|                        | SPD, Trikolora a PRO            | Právo Respekt Odbornost                     | 1                                 | 7 896   | 5,50  | +1     |         |         |
|                        | SPD, Trikolora a PRO            | Trikolora                                   | 0                                 | 7 896   | 5,50  |        |         |         |
| Celkem                 | Celkem                          | 2                                           | +2                                | 7 896   | 5,50  |        |         |         |
|                        | Česká pirátská strana           | Česká pirátská strana                       | Česká pirátská strana             | 6 533   | 4,55  | –8,65  | 0       | –7      |
|                        | PŘÍSAHA občanské hnutí          | PŘÍSAHA občanské hnutí                      | PŘÍSAHA občanské hnutí            | 3 860   | 2,68  |        | 0       |         |
|                        | MÁ VLAST ČECHY MORAVA SLEZSKO   | MÁ VLAST ČECHY MORAVA SLEZSKO               | MÁ VLAST ČECHY MORAVA SLEZSKO     | 648     | 0,45  |        | 0       |         |
|                        | LEPŠÍ ŽIVOT PRO LIDI a ND       |                                             | LEPŠÍ ŽIVOT PRO LIDI              | 613     | 0,42  |        | 0       |         |
|                        | LEPŠÍ ŽIVOT PRO LIDI a ND       | Národní demokracie                          | 0                                 | 613     | 0,42  |        |         |         |
| Celkem                 | Celkem                          | 0                                           |                                   | 613     | 0,42  |        |         |         |
|                        | Nezávislá kandidátka            | Nezávislá kandidátka                        | Nezávislá kandidátka              | 600     | 0,41  |        | 0       |         |
|                        | DSZ - ZA PRÁVA ZVÍŘAT           | DSZ - ZA PRÁVA ZVÍŘAT                       | DSZ - ZA PRÁVA ZVÍŘAT             | 504     | 0,35  |        | 0       |         |
| Celkem                 | Celkem                          | Celkem                                      | Celkem                            | 143 500 | 100   | –      | 45      | –       |
| Odevzdané obálky       | Odevzdané obálky                | Odevzdané obálky                            | Odevzdané obálky                  | 145 312 | —     | –      | –       | –       |
| Voliči v seznamu/účast | Voliči v seznamu/účast          | Voliči v seznamu/účast                      | Voliči v seznamu/účast            | 401 152 | 36,26 | –      | –       | –       |
| Zdroj: Volby.cz        |                                 |                                             |                                   |         |       |        |         |         |

## Situace po volbách
Volby vyhrálo hnutí ANO a získalo 18 mandátů, ODS se Starosty pro občany získala 11 mandátů, koalice ODS se STO měla jako lídra hejtmana mezi lety 2020 a 2024, Vítězslava Schreka. Ten hned v neděli ráno na Facebooku uvedl, že hejtmanem dále nebude, protože není schopen složit se stávajícími partnery koaliční vládu. Uvedl také, že spolupráce s ANO, SPD nebo Stačilo! je pro něj neakceptovatelná. Hnutí ANO má na výběr několik možností pro složení koalice, dle lídra Martina Kukly by chtělo pohodlnou většinu, dle vyjádření některých zvolených zastupitelů není úplně reálné složení koalice s SPD a Stačilo!, reálnější je koaliční dohoda se SOCDEM. Koalice SOCDEM a ANO by však nedosáhla potřebné většiny hlasů a tak byli osloveni zastupitelé za STAN. Hnutí STAN však později spolupráci odmítlo, stejně tak i KDU-ČSL. Koalice SOCDEM a ANO byla potvrzena a ANO potvrdilo, že jedná s SPD a koalicí Stačilo!, to by nevadilo ani SOCDEM.
Hnutí ANO potvrdilo, že by hejtmanem měl být Martin Kukla, ten chce rovněž zůstat poslancem.
Dnes 27. září byla podepsána koaliční smlouva mezi ANO a SOCDEM, tyto subjekty však mají pouze 21 z nutných 23 hlasů pro nadpoloviční většinu zastupitelů. Koalice ANO a SOCDEM bude však podporována dvěma mandáty koalice stran SPD, Trikolora a PRO. Rada kraje bude mít 9 členů, všechny uvolněné, 7 z nich obsadí zástupci ANO, 2 z nich zástupci za SOCDEM, pro SPD bude vytvořena placená pozice ve výboru pro bezpečnost a dostavbu Dukovan, ten by měl připadnout Radku Kotenovi. Kraj Vysočina by měl mít 4 náměstky hejtmana. Hejtmanem by se měl stát Martin Kukla (ANO, odpovědný za finance), prvním náměstkem hejtmana by měl být Otto Vopěnka (ANO, odpovědný za majetek kraje), druhým náměstkem hejtmana by měl být Vladimír Novotný (SOCDEM, odpovědný za dopravu), dalšími náměstky budou Jiří Pokorný (ANO, odpovědný za regionální rozvoj) a Pavel Franěk (ANO, odpovědný za školství). Radními by měli být Jiří Horký (ANO, odpovědný za sociální oblast), Pavel Řehoř (ANO, odpovědný za zemědělství a životní prostředí), Miloš Hrůza (ANO, odpovědný za kulturu a cestovní ruch) a Jiří Běhounek (SOCDEM, odpovědný za zdravotnictví).
Hnutí STAN se pokusilo dojednat koalici s ANO bez účasti s SPD, ale ANO na tuto dohodu nereagovalo. Bývalý hejtman Vítězslav Schrek kritizoval zřízení pozice uvolněného předsedy výboru, kdy po minulých volbách právě ANO kritizovalo zřízení obdobného výboru pro strategické projekty.
Po volbách byla podána stížnost na průběh voleb, byla zpochybněna správnost voleb v jednom z třebíčských okrsků. Dle stěžovatele by měly být přepočteny hlasy v okrsku 19 v části Horka-Domky. Další stížnost byla podána na volební kampaň SPD, která byla ve stížnosti označena jako rasistická.
Dne 4. listopadu 2024 došlo ke zvolení nového hejtmana a rady kraje. Hned na ustavujícím zastupitelstvu došlo k diskusi o kumulaci funkcí, hnutí ANO v předchozím období kritizovalo kumulaci funkcí, ale nynější hejtman Martin Kukla i přes předchozí prohlášení zůstává hejtmanem a poslancem, stejně tak funkci poslance a placenou pozici člena výboru pro bezpečnost a dostavbu Dukovan chce nadále vykonávat Radek Koten. Oba byli kritizováni Milošem Vystrčilem nebo dřívějším hejtmanem Vítězslavem Schrekem, který vystupoval zásadně proti kumulaci funkcí a radním v minulém období zakázal kumulaci funkcí.